# The Skeptics' Guide to the Universe
The Skeptics' Guide to the Universe is een wekelijkse, 80 minuten durende Amerikaanse podcast gehost door MD Steven Novella en een panel van 'sceptische schurken' (skeptical rogues). Het is de officiële podcast van de New England Skeptical Society. De show is gewijd aan discussies over broodjeaapverhalen, complottheorieën, pseudowetenschap, het paranormale en vele algemene vormen van bijgeloof vanuit het perspectief van wetenschappelijk scepticisme. Ook behandelt het programma recente wetenschappelijke ontwikkelingen in lekentaal en interviewt auteurs, wetenschappers en andere beroemde skeptici. De host Steven Novella is vooral actief geweest in het ontmaskeren van pseudowetenschap in de geneeskunde. Onder meer het betwisten van de beweringen van tegenstanders van vaccinatie, praktiserenden van homeopathie en individuen die het verband tussen hiv en aids ontkennen behoren tot zijn recente activiteiten.
The Skeptics' Guide to the Universe - How to Know What's Really Real in a World Increasingly Full of Fake is de titel van een boek uit 2018 van Steven Novella en enkele co-auteurs over deze onderwerpen.

## Hosts
- Steven Novella, presentator, en zijn sidekicks, de skeptical rogues:
- Cara Santa Maria
- Jay Novella
- Robert Novella
- Evan Bernstein
- Perry DeAngelis (2005–2007): op 19 augustus 2007 stierf co-host DeAngelis kort voor zijn 44e verjaardag nadat hij aan verscheidene chronische ziekten had geleden (vooral sclerodermie).[4] Tijdens de twee weken voor zijn overlijden belde DeAngelis vanuit het ziekenhuis zijn bijdrage door voor de Skeptisch citaat-rubriek waar hij destijds verantwoordelijk voor was.
- Rebecca Watson (2006-2014)

## Productie
De show wordt vooraf opgenomen via een Skype-groepsgesprek. Iedere beller neemt zijn of haar eigen audio op en dan worden de lokaal opgenomen bestanden gesynchroniseerd. Steven Novella doet de bewerking en post-productie van de show zelf. De Britse comédienne en skepticus Iszi Lawrence levert voice-over-intro's voor de show en bepaalde bepaalde rubrieken. Tot 13 april 2011 werd elk segment geïntroduceerd door de ex-vrouw van podcastlid Jay Novella.

### Rubrieken
Opening: The Skeptics' Guide begint met dat Steven Novella elk aanwezig panellid introduceert, hetgeen regelmatig leidt tot een retrospectief stuk, "This Day in Skepticism". De panelleden bespreken vervolgens de grootste nieuwsverhalen die skeptici aangaan van die week. Dit wordt meestal gevolgd door het beantwoorden van e-mails van luisteraars.
"This day in history" (Deze dag in de geschiedenis): Rebecca (voorheen Evan) presenteert een historische gebeurtenis van wetenschappelijk of skeptisch belang waarvan de verjaardag valt op de dag dat de podcast wordt opgenomen dan wel uitgezonden.
"Who's That Noisy?" (Wie is er zo luidruchtig?): Bernstein speelt audiofragment af waarvan de luisteraars moeten raden wie of wat het is. Pas sinds 2010 komt de rubriek "Who's That Noisy?" eerder dan het interview; voor 2010 kwam het net voor "Skeptical Quote".
"A quickie with Bob" (Kort nieuwtje met Bob): alle schurken, behalve Bob, kunnen 'kort nieuwtje met Bob' aanvragen, die dan een zaak in actueel nieuws zal toelichten. Dit gebeurt vaak voorafgaand aan het interviewgedeelte en duurt ongeveer een minuut, op een qua lengte afgesteld achtergrondmuziekje.
Interview: de meeste weken interviewt het panel een gastskepticus of -wetenschapper.
"Science or Fiction" (Wetenschap of fictie): Steven Novella presenteert aan de panelleden drie recente verhalen van wetenschappelijke aard waarvan er één fictie is. De co-hosts moeten dan hun kennis van de wetenschap en hun skeptische vaardigheden gebruiken om erachter te komen welk verhaal fictie is. Het nepverhaal kan zowel volkomen verzonnen zijn of gebaseerd op een echt verhaal waaraan een essentieel detail is verhanderd om het fictief te maken. "Science or Fiction" heeft soms een thema, zodat alle verhalen over ongeveer hetzelfde onderwerp moeten gaan.
"Skeptical Quote" (Skeptisch citaat): de show wordt afgesloten door Jay Novella die een citaat voorleest van een beroemd persoon die relevant is voor skepticisme of de wetenschap. Jay kondigt de bron aan met een overdreven stem van een radioman.
De meeste afleveringen duren rond de 80 minuten, maar op 23 september 2011 produceerde SGU de aflevering "SGU-24": een 24 uur lange podcast met bijdragen van skeptici uit de hele wereld.

#### Incidentele en voormalige rubrieken
"Guest Rogue" (Gastschurk): sinds begin 2010 nodigt SGU soms een "gastschurk" uit in plaats van een interview te houden. Deze gast is de hele show aanwezig inclusief tijdens de nieuws- en "Science or Fiction"-rubrieken alsof hij of zij tot de panelleden behoorde.
"Skeptical Puzzle" (Skeptische puzzel): aan het eind van de show presenteerde Evan Bernstein vroeger een skeptische puzzel aan de luisteraars, meestal over een bepaald persoon of onderwerp binnen de pseudowetenschap. Af en toe werd de puzzel in versvorm gepresenteerd en in aflevering 96 deed men alsof het gepresenteerd werd door de fictieve skeptische rapper Kom’n Cents. Luisteraars zouden dan de puzzel beantwoorden via de e-mail of op de the message board. De eer werd de volgende week gegeven aan de eerste persoon die de puzzel juist wist te beantwoorden. De Skeptical Puzzle is vanaf aflevering 130 gestopt om Evan zich te kunnen laten richten op andere zaken zoals SGU 5x5, hoewel hij sindsdien soms een logicapuzzel heeft aangeboden in plaats van "Who's That Noisy?".
"Randi Speaks" (Randi spreekt): vanaf 20 september 2006 kwam James Randi op de podcast waarbij hij een vooraf opgenomen commentaarrubriek leverde, "Randi Speaks" genoemd. De professionele goochelaar en skepticus Randi gaat uitgebreid in op een onderwerp dat hem die week bezighoudt, hetgeen wel of niet met skeptische zaken te maken kan hebben. De rubriek verdween een tijdlang maar keerde terug op 8 augustus 2007 in een ander formaat. In plaats van dat Randi een voorbereid essay leverde, stelde een SGU-host Randi een vraag die Randi dan beantwoordt en uiteenzet.
"Name That Logical Fallacy" (Noem de drogreden): Steven Novella legt regelmatig de panelleden een recente discussie voor, doorgaans van pseudowetenschappelijke aard, dat ofwel onlangs in het nieuws is geweest ofwel door luisteraars is aangestipt om te overdenken. De panelleden worden uitgedaagd om de fouten in de aangeleverde argumentatie te ontdekken, waarbij men specifiek verwijst naar drogredenen. Deze rubriek begon in aflevering 40, maar komt niet elke show voor. Veel van de genoemde drogredenen komen van de lijst van Drogredenen van de show (oorspronkelijk waren dit er 20, maar de handleiding is later uitgebreid).
"Swindlers List" (Zwendelaarslijst, een woordspeling op Schindler's List): vanaf 18 mei 2011 praat Jay Novella over een bepaalde oplichterij die hij heeft ontdekt over van heeft gehoord. De eerste oplichterij die hij in deze rubriek behandelde was Bidsell.com.

## Gasten
De meeste afleveringen van SGU hebben interviews. Daarbij worden vaak bekende wetenschappers of skeptici geïnterviewd, bijvoorbeeld Michael Shermer of Neil deGrasse Tyson. In zeldzame gevallen zijn de gasten voorstanders van bepaalde grens- of pseudowetenschappelijke opvattingen. Opmerkelijke gasten zijn onder meer:
| Datum             | Aflevering | Gast                            | Beschrijving                                                                                                  |
| ----------------- | ---------- | ------------------------------- | --- |
| Reguliere gast    | ---        | James Randi                     | Canadees-Amerikaans goochelaar en skepticus, oprichter van de James Randi Educational Foundation (JREF)       |
| Reguliere gast    | ---        | Phil Plait                      | Amerikaans astronomer en skepticus, voormalig voorzitter van de JREF, beter bekend als "The Bad Astronomer"   |
| 29 juni 2005      | 5          | Michael Shermer                 | Oprichter van The Skeptics Society, auteur van Why People Believe Weird Things                                |
| 4 oktober 2006    | 63         | Michael Shermer                 | idem |
| 31 januari 2007   | 80         | Teller                          | De helft van het goochelaarsduo Penn and Teller, onder meer bekend van hun show Penn & Teller: Bullshit!      |
| 7 februari 2007   | 81         | Adam Savage en Tory Belleci     | Van het Discovery Channel-programma MythBusters                                                               |
| 15 februari 2007  | 82         | Christopher Hitchens            | Journalist een literair criticus, auteur van God is niet groot: Hoe religie alles vergiftigt                  |
| 15 februari 2007  | 82         | Matt Stone                      | Medebedenker van South Park                                                                                   |
| 21 februari 2007  | 83         | Julia Sweeney                   | Voormalig Saturday Night Live-actrice, bekend van haar voorstelling Letting Go of God                         |
| 25 juli 2007      | 105        | Jimmy Carter                    | 39e president van de Verenigde Staten, nobelprijswinnaar                                                      |
| 5 september 2007  | 111        | Bill Nye                        | Bekend van het populairwetenschappelijke televisieprogramma Bill Nye the Science Guy                          |
| 14 november 2007  | 121        | Paul Kurtz                      | Oprichter van het Committee for Skeptical Inquiry                                                             |
| 16 juli 2008      | 156        | Neil deGrasse Tyson             | Amerikaans astrofysicus en wetenschapscommunicator                                                            |
| 8 oktober 2008    | 168        | PZ Myers                        | Amerikaans professor biologie aan de University of Minnesota Morris, auteur van de wetenschapsblog Pharyngula |
| 15 januari 2009   | 182        | Michio Kaku                     | Amerikaans theoretisch natuurkundige en wetenschapspopulariseerder                                            |
| 13 mei 2009       | 199        | Rusty Schweickart               | Amerikaans Apollo-astronaut                                                                                   |
| 28 oktober 2009   | 219        | Mark Edward                     | Amerikaans mentalist en skepticus                                                                             |
| 8 november 2010   | 265        | Rhys Morgan                     | Werd als 15-jarige al consumentenactivist                                                                     |
| 19 november 2011  | 331        | Neil deGrasse Tyson             | Amerikaans astrofysicus en wetenschapscommunicator                                                            |
| 3 december 2011   | 333        | Rhys Morgan                     | Werd als 15-jarige al consumentenactivist                                                                     |
| 8 september 2012  | 373        | Billy West                      | Stemacteur op Futurama en andere programma's                                                                  |
| 29 september 2012 | 376        | Pamela Gay                      | Astronoom en podcaster                                                                                        |
| 20 oktober 2012   | 379        | Jamy Ian Swiss                  | Goochelaar en skepticus                                                                                       |
| 1 december 2012   | 385        | Banachek                        | Mentalist en directeur van de Million Dollar Challenge                                                        |
| 5 januari 2013    | 390        | Massimo Pigliucci               | Filosoof en auteur                                                                                            |
| 22 juni 2013      | 414        | Daniel Loxton                   | Tekenaar en hoofdredacteur van Junior Skeptic                                                                 |
| 10 augustus 2013  | 421        | Michael E. Mann                 | Klimatoloog                                                                                                   |
| 24 augustus 2013  | 423        | Sanal Edamaruku                 | Auteur oprichtende voorzitter van Rationalist International                                                   |
| 31 augustus 2013  | 424        | Cara Santa Maria                | Wetenschapscommunicator                                                                                       |
| 9 november 2013   | 434        | Chris Mooney en Indre Viskontas | Podcasters en wetenschapsschrijvers                                                                           |
| 11 januari 2014   | 443        | Mark Crislip                    | Arts en podcaster                                                                                             |
| 25 januari 2014   | 445        | Karen Stollznow                 | Taalkundige en podcaster                                                                                      |
| 1 maart 2014      | 451        | Michio Kaku                     | Amerikaans theoretisch natuurkundige en wetenschapspopulariseerder                                            |
| 15 maart 2014     | 453        | Jennifer Ouellette              | Wetenschapsschrijfster                                                                                        |
| 5 april 2014      | 456        | James Marsters                  | Acteur en musicus                                                                                             |
| 3 mei 2014        | 460        | Elise Andrew                    | Oprichtster en beheerder van de "I Fucking Love Science"-Facebookpagina                                       |

## Erkenning
The Skeptics' Guide won in 2009 de Podcast Award in de categorie "educatie" en in 2010, 2011 en 2012 de Podcast Awards in de categorie "wetenschap".

## Boek
In 2018 verscheen het omvangrijke (512 pagina's tellende) gelijknamige boek, met de ondertitel How To Know What's Really Real in a World Increasingly Full of Fake.

## SGU 5x5
Een pendante podcast, The Skeptics' Guide 5x5 (afgekort SGU 5x5), bestempeld als "Vijf Minuten met Vijf Skeptici", biedt afleveringen over een bepaald onderwerp die vaak gaan over een specifiek type drogreden. SGU 5x5 verschijnt niet regelmatig; er waren geen afleveringen tussen 26 januari 2011 en 8 februari 2012, en na 9 mei 2012.